# Neofacydes albescens
Neofacydes albescens là một loài tò vò trong họ Ichneumonidae.